# Список вулиць Донецька (Ж)
| Назва    | тип  | Колишні назви | Район(и)   | Місцевість  | Джерела |
| -------- | ---- | ------------- | ---------- | ----------- | ------- |
| Жарикова | вул. |               | Кіровський | Текстильник |         |